# Gabinete Loubet
O Gabinete Loubet foi o ministério formado por Émile Loubet em 27 de fevereiro de 1892 e dissolvido em 28 de novembro do mesmo ano. Foi o 29º gabinete da Terceira República Francesa, sendo antecedido pelo Gabinete Freycinet IV e sucedido pelo Gabinete Ribot I.

## Contexto
Émile Loubet manteve a estrutura do governo anterior. O gabinete teve que enfrentar uma primeira onda de ataques anarquistas e depois conflitos sociais, principalmente a greve dos mineiros em Carmaux, para onde Loubet enviou tropas. Mas foi o desdobramento do "Escândalo do Panamá" que acabou tomando um rumo político complexo, com acusações de peculato contra certos funcionários eleitos. Diante desses impasses, no final de novembro de 1892, Émile Loubet, que, entre outros fatores, havia sido derrotado em uma votação sobre como proceder sobre este caso, apresentou sua renúncia ao Presidente da República, Sadi Carnot.
No dia seguinte, Henri Brisson, então chefe da comissão sobre o caso do Panamá, foi cotado para se tornar chefe de governo, encargo este que ele recusou. Em dezembro, Carnot encarregou Jean Casimir-Perier de formar um novo governo, mas este falhou em compor um gabinete viável. Ao mesmo tempo, circulavam rumores de que Jules Develle, ex-ministro da Agricultura, se tornaria chefe de governo, e listas falsas do suposto "Gabinete Develle" foram espalhadas pelos corredores da Assembleia Nacional Francesa. Por fim, em 6 de dezembro de 1892, Alexandre Ribot foi nomeado Presidente do Conselho de Ministros, abrindo caminho para seu primeiro gabinete.

## Composição
- Presidente da República: Sadi Carnot
- Presidente do Conselho de Ministros: Émile Loubet
- Ministro dos Estrangeiros: Alexandre Ribot
- Ministro da Justiça e Cultos: Louis Ricard
- Ministro do Interior: Émile Loubet
- Ministro da Guerra: Charles de Freycinet
- Ministro das Finanças: Maurice Rouvier
- Ministro da Marinha: Godefroy Cavaignac; Auguste Burdeau
- Ministro da Instrução Pública e Belas Artes: Léon Bourgeois
- Ministro das Obras Públicas: Jules Viette
- Ministro da Agricultura: Jules Develle
- Ministro do Comércio, Indústria e Colônias: Jules Roche